# Saint-Vincent-d’Autéjac
Saint-Vincent-d’Autéjac (do 2014 roku pod nazwą Saint-Vincent) – miejscowość i gmina we Francji, w regionie Oksytania, w departamencie Tarn i Garonna. W 2013 roku populacja gminy wynosiła 283 mieszkańców. 
3 grudnia 2014 roku zmieniono nazwę gminy z Saint-Vincent na Saint-Vincent-d’Autéjac. 